# Празиум
Prasium  (лат.) — монотипный род двудольных растений семейства Яснотковые (Lamiaceae). Род Prasium впервые описан в 1982 году, содержит только один известный вид, Prasium majus, впервые описанный для современной науки в 1753 году.
Родиной вида является Мадейра, Канарские острова, Средиземноморский регион Европы, Северной Африки и Ближнего Востока, на восток до Турции и Палестины. Вид произрастает в гаригах, маквисе, долинах.
Кустарник с блестящими стебельчатыми листьями от яйцевидной до ланцетной формы, края зубчатые. Листья значительно уменьшаются, или вообще нивелируются в сухой сезон. Двугубые цветы белые, с фиолетовыми метками. Нижняя губа разделена на три части. Чашечка имеет короткие щетинки на концах зубцов. Плод состоит из 4 глянцево-чёрных орешков. Цветёт с ноября по май.